# Du Thủy
Du Thủy (tiếng Trung: 渝水区; bính âm: Yúshuǐ qū) là một khu (quận) thuộc địa cấp thị Tân Dư, tỉnh Giang Tây, Trung Quốc.

### Hành chính
Du Thủy chia thành 20 đơn vị hành chính cấp hương, bao gồm 4 nhai đạo, 10 trấn và 6 hương.
- Nhai đạo: Thành Nam (城南街道), Thành Bắc (城北街道), Viên Hà (袁河街道), Tân Cương (新钢街道)
- Nhai đạo không chính thức: Tiên Lai (仙来街道), Thông Châu (通州街道), Khổng Mục Giang (孔目江街道), Mã Hồng (马洪街道), Kiềm Dương (钤阳街道), Phượng Hoàng Loan (凤凰湾街道), Ngưỡng Thiên Cương (仰天岗街道)
- Trấn: Thủy Bắc (水北镇), Hạ Thôn (下村镇), Lương Sơn (良山镇), La Phường (罗坊镇), Diêu Vu (姚圩镇), Châu San (珠珊镇), Hà Hạ (河下镇), Quan Sào (观巢镇), Âu Lý (欧里镇), Thủy Tây (水西镇)
- Hương: Hộc Sơn (鹄山乡), Nhân Hòa (人和乡), Giới Thủy (界水乡), Nam An (南安乡), Tân Khê (新溪乡), Cửu Long Sơn (九龙山乡)

Ngoài ra, Du Thủy còn quản lý 1 khu khai phát công nghệ cao, 1 khu danh thắng và 1 khu sinh thái.
- Khu khai phát công nghệ cao Tân Dư (新余高新技术产业开发区) quản lý 2 nhai đạo và 1 trấn: Khổng Mục Giang, Mã Hồng, Thủy Tây.
- Khu thắng cảnh Tiên Nữ Hồ (仙女湖风景名胜区) quản lý 2 nhai đạo, 1 trấn và 2 hương: Kiềm Dương, Phượng Hoàng Loan, Hà Hạ, Cửu Long Sơn.
- Khu sinh thái Khổng Mục Giang (孔目江生态经济区) quản lí 1 nhai đạo và 2 trấn: Ngưỡng Thiên Cương, Quan Sào, Âu Lý.